# Cipriano (nome)
Cipriano  è un nome proprio di persona italiano maschile.

## Varianti
- Femminili: Cipriana[1]

### Varianti in altre lingue
- Bulgaro: Киприан (Kiprian)
- Catalano: Cebrià[5]
- Ceco: Cyprián
- Francese: Cyprien
- Galiziano: Cibrán[2]
- Inglese: Cyprian[2]
- Latino: Cyprianus[1][2][3][4]
  - Femminili: Cypriana[1]
- Polacco: Cyprian
- Portoghese: Cipriano[2]
- Rumeno: Ciprian[2]
- Russo: Киприан (Kiprian), Куприян (Kuprijan)
- Serbo: Кипријан (Kiprijan)
- Spagnolo: Cebrián[2][5], Cipriano[2][5]
- Ucraino: Кипріан (Kiprian)
- Ungherese: Ciprián

## Origine e diffusione
Deriva dal cognomen romano Cyprianus, di origine etnica, che significa "proveniente da Cipro"; in parte potrebbe anche essere collegato a "cipride" (sempre "di Cipro"), un epiteto della dea Afrodite, anticamente molto venerata sull'isola. È un nome di matrice cristiana, diffusosi grazie al culto di molti santi così chiamati; ad oggi è attestato principalmente in Veneto, Lombardia e Toscana.

## Onomastico
L'onomastico viene festeggiato solitamente il 16 settembre in ricordo di san Cipriano, vescovo di Cartagine e martire assieme a san Cornelio, papa. Con questo nome si ricordano anche, alle date seguenti:
- 20 gennaio, beato Cipriano Iwene Tansi, religioso nigeriano[6]
- 14 giugno, san Cipriano, martire con il fratello Savino ad Antigny[6]
- 23 giugno, san Cipriano di Suzdal', "Stolto in Cristo"[6]
- 16 settembre, san Cipriano di Kiev, metropolita[6]
- 26 settembre, san Cipriano, martire a Nicomedia[6]
- 3 ottobre, san Cipriano, vescovo di Tolone[6]
- 12 ottobre, san Cipriano, martire con altri compagni in Africa[6]
- 20 novembre, san Cipriano di Calamizzi, abate[6]
- 9 dicembre, san Cipriano di Genouillac, abate[6]

## Persone

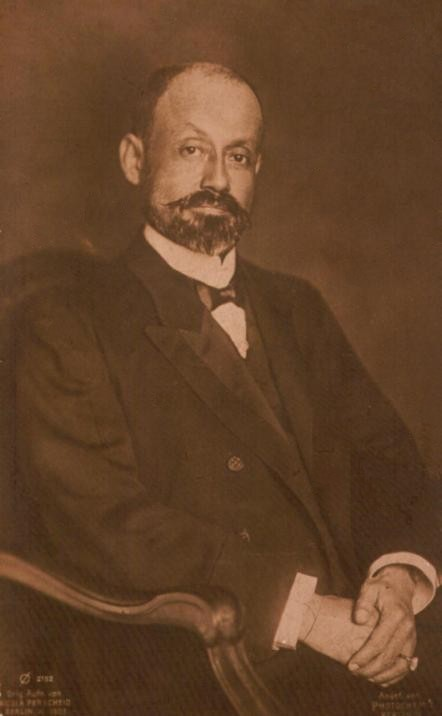
Cipriano Castro

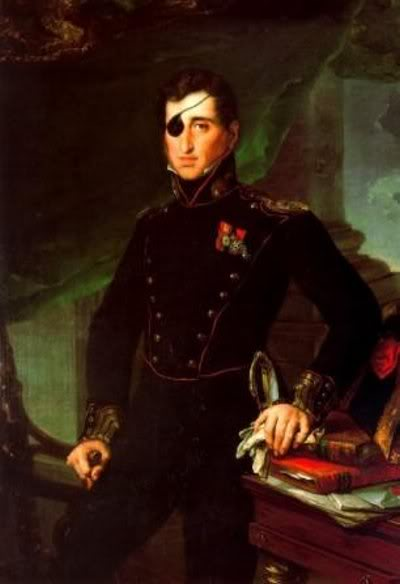
Cipriano de Portocarrero

- Cipriano de Portocarrero, padre di Eugenia de Montijo
- Cipriano de Rore, compositore fiammingo
- Cipriano Castro, politico venezuelano
- Cipriano Chemello, pistard e ciclista su strada italiano
- Cipriano Facchinetti, giornalista e politico italiano
- Cipriano Gallo, poeta e traduttore romano
- Cipriano Gnesotti, religioso e storico italiano
- Cipriano Kihangire, vescovo cattolico ugandese
- Cipriano Mera, anarchico e sindacalista spagnolo
- Cipriano Efisio Oppo, pittore italiano
- Cipriano Pallavicino, arcivescovo cattolico italiano
- Cipriano Pelli, pittore, politico e scenografo teatrale svizzero
- Cipriano Piccolpasso, architetto, storico, ceramista e pittore di maioliche italiano
- Cipriano Vagaggini, monaco e teologo italiano
- Cipriano Valorsa, pittore italiano

### Variante Ciprian
- Ciprian Deac, calciatore rumeno
- Ciprian Marica, calciatore rumeno

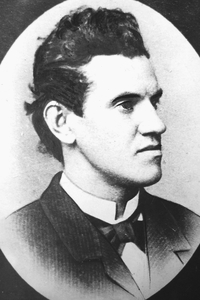
Ciprian Porumbescu

- Ciprian Porumbescu, compositore rumeno
- Ciprian Tănasă, calciatore rumeno
- Ciprian Tătărușanu, calciatore rumeno

### Variante Cyprian
- Cyprian Ekwensi, scrittore nigeriano
- Cyprian Kizito Lwanga, arcivescovo cattolico ugandese
- Cyprian Kamil Norwid, poeta, drammaturgo, pittore e scultore polacco

### Variante Cyprien
- Cyprien Ntaryamira, politico burundese
- Cyprien Richard, sciatore alpino francese